# Aung San
Sen Aung, burmanski general in revolucionar, * 13. februar 1915, Natmauk, Magwe, Burma, † 19. julij 1947, Rangun.

## Življenjepis
Med drugo svetovno vojno je bil poveljnik Burmanske neodvisne armade. Po njej je bil zaslužen za osamosvojitev države izpod britanske kolonialne oblasti in danes velja za narodnega heroja. Leta 1947 so ga ubile paravojaške enote pod poveljstvom U Sawa, nekdanjega vodje kolonialne oblasti v Burmi.
Njegova hči je Aung San Su Či, voditeljica opozicije v Burmi in Nobelova nagrajenka za mir.